# Andabao
Andabao o San Martín de Andabao (llamada oficialmente San Martiño de Andavao) es una parroquia española del municipio de Boimorto, en la provincia de La Coruña, Galicia.

## Entidades de población
Entidades de población que forman parte de la parroquia:
- Areas
- Arentía (A Arentía)
- As Fontiñas
- Casás (Os Casás)
- Gandarón (O Gandarón)
- Hospital (O Hospital)
- Orros
- Paravico (Parabico)
- Pedreira (A Pedreira)
- Puente Présaras (A Ponte Présaras)
- Souto (O Souto)
- Torre (A Torre)
- Vilar (O Vilar)
- Quintás (As Quintás)
- Río (O Río)
- Rúa Nova
- A Pena da Vexiga
- A Pena Forcada

## Demografía
| Gráfica de evolución demográfica de Andabao entre 2000 y 2018 |
|                                                               |
| Datos según el nomenclátor publicado por el INE.              |